# Франсуа Фельдман
Франсуа Фельдман (нар. 23 травня 1958, Париж) — французький співак і автор пісень російсько-єврейського (по батькові) і бельгійського походження.

## Життєпис
У 1980 познайомився з композитором і автором пісень Ерне Сальфаті, разом з яким написав одну зі своїх перших пісень «You Want Every Night».
Ця пісня була записана Фельдманом разом з групою Yellow hand. За першою піснею пішли «Ma petite vidéo» (1982), «Folle sur les bords en été» (1983), «Wally Boule Noire», «Obsession» (1984), «Amour de corridor» (1985). Особливого успіху ці записи не мали.
Найбільшого успіху досяг з двома альбомами: «Une présence» і «Magic’ Boul'vard». Два сингла з першого з цих альбомів — «Les Valses de Vienne» і «Petit Franck» — зайняли верхню строчку національного хіт-параду Франції в 1990 і 1991 роках. «Les Valses de Vienne» донині залишається однією з найбільш впізнаваних пісень артиста. Ця пісня, випущена в кінці 1989 року, була на вершині французького хіт-параду 6 (не підряд) тижнів з січня по березень 1990. Альбом «Magic’ Boul'vard» дав світові ще два хіта: «Magic’ Boul'vard» і «Joy».
З тих пір успіх співака став поступово сходити нанівець. Останній його студійний альбом датований 2004 роком. Франсуа Фельдман продовжує давати концерти у Франції і Європі.